# Sommer-Paralympics 2008/Teilnehmer (Luxemburg)
| stlisierte Goldmedaille | stlisierte Silbermedaille | stlisierte Bronzemedaille |
| ----------------------- | ------------------------- | ------------------------- |
| —                       | —                         | —                         |

Luxemburg nahm mit dem Radsportler Peter Lorkowski an den Sommer-Paralympics 2008 im chinesischen Peking teil, der auch Fahnenträger beim Einzug der Mannschaft war. Lorkowski nahm an zwei Wettbewerben im Radsport teil, gewann jedoch keine Medaillen.

## Teilnehmer nach Sportart

### Radsport
Männer
- Peter Lorkowski